# Love*Com
A Love★Com (ラブ★コン; Rabu Kon) teljes nevén Lovely Complex sódzso mangasorozat, amelyet Nakahara Aja rajzolt. A mangából készült egy 24 részes animesorozat is, a Toei Animation gondozásában, és egy élőszereplős film 2006-ban. A manga a Shueisha Besszacu Margaret című antológiájában futott 2001-2006-ig. A története egy magas lány és egy alacsony fiú kapcsolatáról szól.
A manga elnyerte a 49. Shogakukan manga-díjat, sódzso kategóriában. Kalandjáték is készült belőle PlayStation 2-re, valamint két hangoskönyv is. A mangát Amerikában és Kanadában a Viz Media adja ki, Magyarországon pedig a MangaFan kezdte meg a magyar manga kiadását 2009-ben.
A magyar Animax tervezte leadni az anime változatot is 2010. augusztus 13-án, magyar szinkronnal, de végül el kellett halasztania a premiert ismeretlen okok miatt. Végül 2010. december 3-án kezdte vetíteni az Animax, heti két résszel.

## Cselekmény
Koizumi Risza (小泉リサ ) egy átlagosnál magasabb japán gimnazista lány, 172 cm-es magasságával. Ironikus módon a neve „kis forrást” jelent. Magassága miatt gyakran csúfolják zsiráfnak. Sorstársa a szokásosnál alacsonyabb magasságú japán fiú, a 156 cm-es Ótani Acusi (大谷敦士 ) kinek a neve ironikusan „nagy völgyet” jelent. Ketten alkotják az osztály „defekt-duóját”, akik egy létező japán humorista csapatról kapták becenevüket, az All Hansin Kjodzsin-ról (オール阪神・巨人), amely hasonló magasságbéli különbségük miatt vált népszerűvé.
Nyári iskola alatt egy magas tanuló, Szuzuki Rjodzsi (egy másik osztályba járó tanuló) bukkan fel, aki egy csoportba jár Riszával. Risza első látásra beleszeret, annak ellenére hogy korábban csak negatív tapasztalatai voltak a fiúkkal a magassága miatt. Ótaninak is tetszik egy lány a csoportból, a félénk természetű Tanaka Csiharu. Egyezséget kötnek, hogy segítenek egymásnak. De ahogy egyre jobban megismerik egymást, Risza érzései elmélyülnek Ótani iránt, innentől válik komplikálttá a szerelmi élete.
A Love*Com figyelemre méltó ténye, hogy a szabvány japán nyelv helyett az összes szereplő a kanszai dialektust beszéli, amely köszönhető a történet színhelyének is (Oszaka).

## Szereplők
Koizumi Risza (小泉リサ)
Szinkronhangjai: Okamura Akemi (japán), Dögei Éva (magyar)
A történet egyik főszereplője. Risza 172 centiméteres testmagasságával körülbelül tíz centivel magasabb, mint az átlagos japán lányok. Neve ironikus módon mégis "kis forrást" jelent. Más szereplők, de gyakran ő saját magát is gyakran nevezi zsiráfnak. Risza gyakran tűnik szókimondónak és hevesnek, érzéseit ritkán mutatja ki. Míg Szuzuki nem kezdett el randizni Csiharuval, szerelmes volt belé. A sorozat kezdetéhez képest, nagy bánatára, nőtt két centimétert. A történet előrehaladtával kénytelen elismerni Ótani iránt táplált érzéseit, s később meg is vallja ezeket a fiúnak, ami igencsak bénán sül el. Később Nobuko és Nakao segítségével próbálkozik összejönni vele, ami eleinte nehezen megy, mert Ótani nem tudja őt elképzelni barátnőjeként.
Ótani Acusi (大谷敦士)
Szinkronhangjai: Nagata Akira (japán), Előd Botond (magyar)
A történet másik főszereplője, aki 156 centiméteres magasságával kirívóan alacsony a fiúk közt. Az ő neve, szintén ironikus módon, "nagy völgyet" jelent. A kosárlabdacsapat játékosa, néha durva és csipkelődő stílusú, bár szíve mélyén érzékeny, és kicsit naiv is. Exbarátnője Kanzaki Maju volt, aki egy nála sokkal magasabb fiúért hagyta őt el, ami különösen frusztrálja őt. Később azonban rájön, hogy nem a magasság volt az igazi ok. Risza iránta táplált érzéseit eleinte nem tudja hová tenni, de később ő is úgy érzi, hogy törődnie kell a lánnyal.
Isihara Nobuko (石原信子)
Szinkronhangok: Higasi Szaori (japán), Oláh Orsolya (magyar)
Egy elbűvölő, divatosan öltözködő lány, Risza legjobb barátja. Ha szerelmi kérdésekről van szó, ő igazán járatos bennük, mert együtt jár Nakaóval, akit csak a "drágájának" hív. Gyakran lóg együtt Riszával és Csiharuval, és bár tanácsai nem a kívánt módon hatnak, végül minden jóra fordul.
Nakano tanár úr (中野清司)
Szinkronhangok: Hirosze Maszasi (japán), Fehér Péter (magyar)
Risza és Ótani osztályfőnöke. Ő ragasztotta rá kettejükre a "defekt duó" csúfnevet.
Nakao Heikicsi (中尾平吉)
Szinkronhangok: Tokujama Jaszuhiko (japán), Juhász Zoltán (magyar)
Nobuko fiúja, Ótani legjobb barátja. Laza felfogású, érdeklődő, higgadt srác. Ha éppen nem a suli kosárlabdacsapatában játszik, legtöbbször Nobukóval van.
Tanaka Csiharu (田中千春)
Szinkronhangok: Kodzsima Kazuko (japán), Talmács Márta (magyar)
Risza egyik barátnője, aki nagyon félénk, és tart a fiúktól is. Ótani egy időben szerelmes volt belé, mert exbarátnőjére, Kanzakira emlékeztette, de a lány inkább a visszahúzódó Szuzukit választotta. Ők ketten azt tervezik, hogy egy egyetemre fognak majd járni, de Szuzukit nem veszik fel. Emiatt a fiú teljesen kétségbeesik, de a mindig visszafogott Csiharu, életében először bátor lesz, s a fiú ennek hatására megígéri, hogy egy év múlva újra próbálkozik.
Szuzuki Rjodzsi (鈴木涼二)
Szinkronhangjai: Cuda Kendzsiró (japán), Ungvári Gergő (magyar)
Csiharu barátja. Hűvös, tartózkodó természetű, ezért kevés barátja van. Eleinte Risza volt szerelmes belé, de ő Csiharut választotta, mert a lányhoz hasonlóan ő is félénk és könnyen zavarba jön.
Fukugava Haruka (深川遥)
Szimkronhangjai: Onoszaka Maszaja (japán), Seszták Szabolcs (magyar)
Risza általános iskolai osztálytársa, a lány védte meg őt az állandó zaklatásoktól. Jóképű, de nőiesen viselkedik. A lányok körében borzasztóan népszerű, és bár sokat randizik, mindezt állítása szerint csak felkészülésnek szánja, mielőtt összejönne Riszával – bár a lány ezt nem akarja.
Kanzaki Maju
Szinkronhangjai: Macuoka Juki (japán), Szabó Zselyke (magyar)
Ótani exbarátnője. A megszólalásig hasonlít Csiharura. Két évig jártak, majd a lány ejtette Ótanit egy sokkal magasabb srácért, abban a tudatban hagyva őt, hogy az alacsony termete volt az ok. Valójában azonban ennek semmi köze nem volt a dolgokhoz. Később szakít a barátjával, és újra szeretne összejönni Ótanival, de a fiú ezt akkor már nem szeretné.
Kotobuki Szeiko (寿聖子)
Szinkronhangjai: Takimoto Fudzsiko (japán), Kelemen Kata (magyar)
Egy transzszexuális fiú, aki világéletében lánynak tartotta magát, így úgy is öltözködik és viselkedik. Eredeti neve Szeisiró. Szerelmes lesz Ótaniba, és meg is csókolja őt, aki azonban, miután megtudta róla az igazat, elutasítja. Viszont mivel ő is kilóg a sorból, elfogadja az átlagból kitűnő Szeikót barátjaként.
Kohori Kazuki (小堀和希)
Szinkronhangjai: Simovada Hiroki (japán), Szalay Csongor (magyar)
Egy fiatal srác, aki Riszával együtt dolgozik egy gyorsétteremben. Ótanival majdnem egymagas, fekete hajú, és nagy Umibozu-rajongó. Szerelmes lesz Riszába, ami félreértésre ad okot közte és Ótani között.
Maitake Kuniumi (舞竹国海)
Szinkronhangjai: Szuvabe Dzsunicsi (japán), Előd Álmos (magyar)
A középiskola egyik fiatal tanára, aki magas és rendkívül jóképű. Hatalmas női rajongótábora van. Segít Riszának féltékennyé tenni Ótanit. Később kiderül róla, hogy menyasszonya van, aki Haruka unokatestvére.
Josioka Mimi (吉岡美々)
Szinkronhangjai: Araki Kae (japán), Mezei Kitty (magyar)
Ótani szomszédjában lakik. Szerelmes a fiúba, és minden nap hoz neki tejet, abban a reményben, hogy attól magasabbra nő. Riszával egymagas, és utálja őt, noha Ótani előtt kétszínűen jól viselkedik.
Umibózu (海坊主)
Szinkronhangok: Tecuni Szmoki (japán), Pipó László (magyar)
Egy népszerű rapper, aki iránt Ótani és Risza is odáig van. Gyakran láthatóak, ahogy a számait éneklik vagy elmennek a fellépésére. A háttérben Umibózu egy családos ember, feleséggel (szinkronhangjai: So Majumi, illetve Sági Tímea)

## Média

### Manga
A manga változatot Nakahara Aja írta és rajzolta, és a Besszacu Margaret antológiában jelent meg 2001 szeptemberétől 2006 decemberéig. Japánban tizenhét tankóbon kötetre sűrítették össze a történetet. A mangát Észak-Amerikában a Viz Media adta ki. Ezt a változatot licencelte a Madman Entertainment Ausztráliában és Új-Zélandon. Franciaországban a Delcourt kiadó, Olaszországban a Planet Manga, Mexikóban a Grupo Editorial Vid, Spanyolországban a Pleneta DeAgostini, Tajvanon a Tong Li Publishing, Vietnámban a TVM Comics, Magyarországon pedig a MangaFan kiadó adja ki.
Magyarul 2009. december 12-től adja ki a MangaFan és eddig az első tizenhárom kötet jelent meg. A japán kiadó kérésére a MangaFan Hepburn-átírással romanizálta benne a neveket, kifejezéseket. A magyar manga levehető borítóval tankóbon formátumban, az eredeti olvasási iránnyal megegyezően jelenik meg.

### Film
A Love*Com-ból élőszereplős filmet is forgattak, melyet a japán mozik 2006. július 15-én vetítettek, DVD-n pedig 2007. január 1-jén adtak ki. A filmet Isikava Kitadzsi rendezte, a forgatókönyvet pedig Szuzuki Oszamu írta. A főszerepeket Fudzsiszava Ema (Koizumi Risza) és Koike Teppei (Ótani Acusi) játszották. A Viz Media adta ki a film angol feliratos változatát Amerikában 2008. február 19-én.

### Anime
Az animesorozatot a Toei Animation készítette, Uda Kónoszuke rendezésében. A zenét Szato Hironoszuke szolgáltatta, a karakterdizájnokat pedig Maniva Hideaki készítette. Az anime első felének (1-13. epizód) nyitózenéje a Kimi + Boku = Love?? (キミ+ボク=LOVE??) volt, a Tegomasstól, a második pedig a "Hey! Say!" a Hey! Say!-től a sorozat második (14-24. epizód) felében. A két ending közül a sorozat első felének a Tegomass "Kiss ~ Kaerimicsi no Love Song (キッス〜帰り道のラブソング?)" című száma volt a zárózenéje, és a Hey! Say!-től a "Bon Bon" volt hallható a sorozat második felének befejezése alatt. A TBS, a CBC és a MBS vetítette 2007. április 7-től 2007. szeptember 29-ig.
A sorozat olasz forgalmazója, a Dynit vette meg az anime DVD kiadásának licencét.
Magyarországon az anime változatot az Animax vetítette Lovely Complex címmel 2010. december 3. és 2011. február 25. között.

## Fogadtatás
A Love*Com 2004-ben nyerte el a Shogakukan manga-díjat sódzso kategóriában. 2007-ben a francia AnimeLand magazin 2007 legjobb új mangájának nevezte a francia kiadású változatot. A mangáról többen is dicsérően írtak, díjazva Nakahara Aja szimpatikus szereplőit és az egyensúlyt a humoros és a szokásos sódzso témák között, valamint, hogy élethűen ábrázolja az érzelmeket.
Az élőszereplős filmadaptációt a Young Adult Library Services Association besorolta a 2009-es év Fabulous Films for Young Adult témájába.

## Magyarul
- Love*com. Nakahara Aya mangája, 1-14.; 1-4.; ford. Basa Zsófia, 5-14. ford. Imai Zsófia; MangaFan, Szigetszentmiklós, 2009–2016

## Fordítás
- Ez a szócikk részben vagy egészben  a   Love Com című angol Wikipédia-szócikk fordításán alapul.  Az eredeti cikk szerkesztőit annak laptörténete sorolja fel. Ez a jelzés csupán a megfogalmazás eredetét és a szerzői jogokat jelzi, nem szolgál a cikkben szereplő információk forrásmegjelöléseként.